# Бучинторо
Бучинторо (итал. Bucintoro) — венецианская церемониальная галера. 
Второе распространенное название «Букентавр» или «Буцентавр». Примерная длина корабля составляла 30 метров, ширина — 6 метров. Галера была официальной галерой дожей Венеции. Начиная с XII века и до 1798 года, в Праздник Вознесения, дож выходил на галере, чтобы совершить церемонию Обручения дожа с Адриатическим морем.

## Происхождение названия
Название Бучинторо произошло от венецианского buzino d’oro, что значит золотая барка. В средние века название было модифицировано в bucentaurus (букентавр), по аналогии с греческим мифологическим получеловеком-полубыком. Именно поэтому не следует искать связи между схожими на первый взгляд названиями.

## История
Последний и самый великолепный Букентавр был построен в 1729 году и разрушен французами в 1798 году. Уничтожение носило не столько политический характер, сколько диктовалось банальной наживой и грабежом. У последнего буцентавра была сломана верхняя часть, а корпус использовался как рабочий понтон. Останки корабля можно увидеть в Музее Коррер и Военно-морском историческом музее рядом с Арсеналом.

## Sposalizio del Mar
Обряд обручения с морем (итал. Sposalizio del Mar) символизировал морское господство Венецианской республики. Церемония была установлена после 1000 года, в ознаменование завоевания Далмации дожем Пьетро II Орсеоло. Обряд был привязан к Празднику Вознесения — дню, когда дож отправился в экспедицию.
Изначально церемония состояла из обращения к морю. В молитве содержалась просьба, чтобы море было благосклонно к венецианцам, то есть было тихим и спокойным. При этом дож и свита окроплялись святой водой, а оставшаяся вода выливалась в море.
Молитва была простой, просили о самом важном: «О, Боже, даруй нам и всем тем, кто поплывет вслед за нами, спокойное море». Дожа и его свиту вслед за молитвой опрыскивали святой водой, а певчие пели текст из пятидесятого псалма: «Окропи меня иссопом, и буду чист».
В XII веке обряд претерпел изменения. Церемония приобрела квазисвященный характер, то есть ритуал вместо умиротворяющего и искупительного стал свадебным. В 1177 году римский папа Александр III, за услуги предоставленные Венецией в борьбе против императора Фридриха Барбароссы, впервые обвенчал дожа и море. Папа стянул кольцо с пальца дожа и предложил кинуть его в море.
После этого каждый год дож бросал освященный золотой перстень в море и словами Desponsamus te, mare («Мы женимся на вас, Море») объявлял, что Венеция и море являются неразрывным целым.
Согласно легенде, один рыбак получил этот перстень от Святого Марка в ту ночь, когда Сатана собирался наслать на город бурю.
Церемония начиналась на площади Сан-Марко, потом дож на торжественной процессии лодок (с 1311 года на Бучинторо) двигался к форту Сан-Андреа вблизи Лидо. Там перстень бросался в море. На обратном пути дож останавливался на церковную службу в церкви Сан-Николо ди Лидо.

## Бучинторо в изобразительном искусстве
Бучинторо привлекал особое внимание двух венецианских живописцев: Франческо Гварди и Каналетто. Изображение корабля можно встретить на многих картинах художников, имеющих зачастую схожий сюжет.
- Бучинторо на картине XVIII века
- Бучинторо на картине Каналетто. 1738
- Бучинторо на картине Франческо Гварди
- Бучинторо на картине Гварди
- Бучинторо у Сан-Николо ди Лидо. Картина Франческо Гварди